# Parc départemental de l'Île-Saint-Denis
Le parc de l'île Saint-Denis est un espace vert public de 23 hectares situé dans la commune de L'Île-Saint-Denis.

## Présentation
Le parc départemental occupe le tiers nord de l'île Saint-Denis, au milieu de la Seine. Il s'étend du collège Alfred Sisley au Pont d'Épinay, sur une longueur de 1,5 km. Il occupe quasiment toute la largeur de l'île; seule une route, le quai de la Marine, le longe à l'est.
Le parc est considéré comme une véritable île de verdure, et est propice à l'observation de nombreuses espèces d'oiseaux et de mammifères.
Dans son prolongement, la pointe nord de l'île, au-delà du pont ferroviaire d'Épinay accueille une réserve naturelle, qui n'est pas accessible au public.

## Équipements
- Deux aires de jeu : celle de l'Olympe (avec jeux d'eau) et celle du Phare
- Une aire de fitness
- Un terrain de mini-tennis
- Un terrain de football
- Des tables de ping-pong
- Des tables de pique-nique et des bancs
- Un kiosque

## Écologie
- Le parc est classé en zone Natura 2000
- L'ensemble du parc, jusqu'à la pointe nord de l'île et les berges font partie d'une Zone naturelle d'intérêt écologique, faunistique et floristique

## Histoire
- 1971 : acquisitions foncières par le département, à l'époque d'anciens terrains maraichers devenus décharges sauvages[1].
- 1981 : début des travaux
- 1990 : ouverture de la dernière tranche du parc.

## Projets

### Lil'O: extension nord du parc
Lil'O est un projet visant à étendre le parc entre la partie publique et la réserve naturelle où subsiste une parcelle occupée par une entreprise de travaux publics, entre le pont routier le pont ferroviaire, sur une friche de 3,6 ha.

### Arc en Seine
Arc en Seine est une entente entre 12 collectivités de la boucle Nord de la Seine, visant à mettre en valeur les berges, entre Argenteuil et Clichy.Dans ce cadre pourrait être financée la construction d'une passerelle réservée aux circulations douces entre le parc de l'Île Saint-Denis et le parc de l'Hôtel de Ville d’Épinay-sur-Seine.